# Le Puits (film, 1909)
Cet article concerne le film de Louis Feuillade. Pour le film de Samantha Lang, voir Le Puits.
Pour les articles homonymes, voir Le Puits.

Le Puits est un film muet français réalisé par Louis Feuillade, sorti en 1909.